# Q-тест Льюнг — Бокса
{\displaystyle Q}-тест Льюнг — Бокса — статистический критерий, предназначенный для нахождения автокорреляции временны́х рядов. Вместо тестирования на случайность каждого отдельного коэффициента, он проверяет на отличие от нуля сразу несколько коэффициентов автокорреляции.

## Формальное определение
{\displaystyle Q}-тест Льюнг — Бокса может быть определён следующим образом. Выдвигаются две конкурирующие гипотезы:
{\displaystyle H_{0}}: данные являются случайными (то есть представляют собой белый шум).
{\displaystyle H_{a}}: данные не являются случайными.
Проводится статистическое испытание:
{\displaystyle {\tilde {Q}}=n\left(n+2\right)\sum _{k=1}^{m}{\frac {{\hat {\rho }}_{k}^{2}}{n-k}},}
где {\displaystyle n} — число наблюдений, {\displaystyle {\hat {\rho }}_{k}} — автокорреляция {\displaystyle k}-го порядка, и {\displaystyle m} — число проверяемых лагов. Если
{\displaystyle {\tilde {Q}}>\chi _{1-\alpha ,\;m}^{2},}
где {\displaystyle \chi _{1-\alpha ,\;m}^{2}} — квантили распределения хи-квадрат с {\displaystyle m} степенями свободы, то нулевая гипотеза отвергается, и признаётся наличие автокорреляции до {\displaystyle m}-го порядка во временном ряду. {\displaystyle Q}-тест Льюнг — Бокса основан на статистике Бокса — Пирса. Так, он имеет такое же асимптотическое распределение и при относительно больших значениях числа наблюдений даёт схожие результаты. Но распределение теста Льюнг — Бокса ближе к {\displaystyle \chi ^{2}} для конечных выборок. Кроме того, критерий не теряет своей состоятельности, даже если процесс не имеет нормального распределения (при наличии конечной дисперсии). {\displaystyle Q}-тест Льюнг — Бокса обычно используется при построении моделей ARIMA. При этом следует иметь в виду, что данное тестирование применяется к остаткам полученной модели ARIMA, а не к исходным данным.